# J.League Cup 2022
Der J.League Cup 2022, offiziell aufgrund eines Sponsorenvertrages mit dem Gebäckhersteller Yamazaki Biscuits nach einer Marke desselben 2022 J.League YBC Levain Cup genannt, war die 30. Ausgabe des Ligapokals, des höchsten Fußball-Ligapokal-Wettbewerbs in Japan. Der Wettbewerb begann am 23. Februar 2022 und endet mit dem Finale am 22. Oktober 2022. Titelverteidiger ist Nagoya Grampus.

## Termine
| Runde           | Datum              | Bemerkung   |
| --------------- | ------------------ | ----------- |
| Gruppenphase    | 23. Februar 2022   | 1. Spieltag |
| Gruppenphase    | 2. März 2022       | 2. Spieltag |
| Gruppenphase    | 26. März 2022      | 3. Spieltag |
| Gruppenphase    | 13. April 2022     | 4. Spieltag |
| Gruppenphase    | 23. April 2022     | 5. Spieltag |
| Gruppenphase    | 18. Mai 2022       | 6. Spieltag |
| Play-off-Spiele | 4. Juni 2022       | Hinspiele   |
| Play-off-Spiele | 11. Juni 2022      | Rückspiele  |
| Viertelfinale   | 3. August 2022     | Hinspiele   |
| Viertelfinale   | 10. August 2022    | Rückspiele  |
| Halbfinale      | 21. September 2022 | Hinspiele   |
| Halbfinale      | 25. September 2022 | Rückspiele  |
| Finale          | 22. Oktober 2022   |             |

## Modus
Es nehmen alle 18 Mannschaften der ersten Liga 2022, sowie die beiden besten Absteiger der Saison 2021 (Tokushima Vortis und Ōita Trinita) an dem Wettbewerb teil. Die vier Mannschaften, die an der AFC Champions League 2022 teilnehmen, erhielten Freilose für die Gruppen- und Playoff-Phase (Kawasaki Frontale, Yokohama F. Marinos, Vissel Kōbe, Urawa Red Diamonds).
In der Gruppenphase spielen 16 Mannschaften. Sie wurden nach ihrem Abschluss in den ersten und zweiten Liga in vier Gruppen zu je vier Teams eingeteilt.

### Gruppeneinteilung
| Gruppe A                                                                                             | Gruppe B | Gruppe C | Gruppe D                                                                                          |
| - Kashima Antlers (J1, 4.) - Cerezo Osaka (J1, 12.) - Gamba Osaka (J1, 13.) - Ōita Trinita (J1, 18.) | - Nagoya Grampus (J1, 5.) - Sanfrecce Hiroshima (J1, 11.) - Shimizu S-Pulse (J1, 14.) - Tokushima Vortis (J1, 17.) | - Sagan Tosu (J1, 7.) - Hokkaido Consadole Sapporo (J1, 10.) - Kashiwa Reysol (J1, 15.) - Kyoto Sanga FC (J2, 2.) | - Avispa Fukuoka (J1, 8.) - FC Tokyo (J1, 9.) - Shonan Bellmare (J1, 16.) - Júbilo Iwata (J2, 1.) |

## Spieler
| Verein                     | Spieler |
| -------------------------- | --- |
| Hokkaido Consadole Sapporo | Takanori Sugeno (1/0), Shunta Tanaka (4/1), Takahiro Yanagi (2/0), Daiki Suga (7/0), Akito Fukumori (2/0), Tomoki Takamine (3/0), Lucas Fernandes (4/1), Kazuki Fukai (4/1), Takurō Kaneko (4/1), Hiroki Miyazawa (3/0), Ryōta Aoki (8/1), Yoshiaki Komai (5/0), Ren Fujimura (1/0), Riku Danzaki (5/0), Gabriel Xavier (6/2), Daigo Nishi (7/0), Kōki Ōtani (2/0), Tōya Nakamura (6/1), Takuma Arano (5/0), Sora Igawa (3/0), Hiromu Tanaka (7/0), Milan Tučić (5/1), Douglas Oliveira (5/0), Kojirō Nakano (5/0), Taika Nakashima (5/4), Shōta Nishino (1/0), Daihachi Okamura (7/1) |
| Kashima Antlers            | Kwoun Sun-tae (3/0), Kōki Anzai (8/0), Ikuma Sekigawa (5/1), Kento Misao (6/1), Juan Alano (4/0), Shōma Doi (7/2), Everaldo (3/1), Ryōtarō Araki (4/0), Ryūji Izumi (7/0), Yūta Higuchi (7/1), Bueno (5/1), Itsuki Oda (3/0), Arthur Caíke (6/2), Ayase Ueda (4/3), Itsuki Someno (8/2), Kim Min-tae (5/0), Diego Pituca (3/1), Rikuto Hirose (5/0), Yūta Matsumura (2/0), Shuhei Mizoguchi (1/0), Yūya Oki (5/0), Keigo Tsunemoto (6/0), Hayato Nakama (5/1), Yū Funabashi (3/0), Ryōtarō Nakamura (6/0), Yūma Suzuki (5/2) |
| Urawa Reds                 | Shūsaku Nishikawa (2/0), Hiroki Sakai (1/0), Atsuki Itō (4/2), Takuya Iwanami (4/0), Kazuaki Mawatari (2/0), Kasper Junker (3/0), Yoshio Koizumi (4/1), David Moberg (3/0), Yūsuke Matsuo (4/1), Zion Suzuki (2/0), Takahiro Sekine (3/0), Takahiro Akimoto (4/0), Ken Iwao (4/0), Tetsuya Chinen (1/0), Tomoaki Ōkubo (4/0), Kai Shibato (2/0), Yūta Miyamoto (1/0), Kaito Yasui (1/0), Kai Matsuzaki (2/0), Alexander Scholz (4/0), Ataru Esaka (3/1), Ayumu Ōhata (2/0) |
| Kashiwa Reysol             | Hiromu Mitsumaru (2/0), Yūji Takahashi (1/0), Taiyō Koga (2/0), Keiya Shiihashi (3/0), Hidekazu Ōtani (3/0), Keita Nakamura (2/0), Matheus Sávio (2/2), Kengo Kitazume (5/0), Tomoya Koyamatsu (3/0), Yūta Someya (2/0), Masato Sasaki (5/0), Dodi (5/0), Wataru Iwashita (5/0), Naoki Kawaguchi (3/0), Takuma Ōminami (3/0), Masatoshi Mihara (1/0), Sachirō Toshima (4/0), Angelotti (2/1), Takuto Katō (4/0), Hayato Tanaka (3/0), Takuma Otake (1/0), Takumi Tsuchiya (2/0), Hidetaka Maie (1/1), Fumiya Unoki (4/1), Yūgo Masukake (6/4), Kaito Mori (5/0), Riku Ochiai (4/0), Takumi Kamijima (4/0), Kenta Matsumoto (1/0), Douglas (1/0)                                                    |
| FC Tokyo                   | Tsuyoshi Kodama (1/0), Masato Morishige (3/0), Ryōya Ogawa (2/1), Hirotaka Mita (5/1), Yōjirō Takahagi (4/0), Diego Oliveira (1/0), Keigo Higashi (5/0), Kensuke Nagai (1/0), Gō Hatano (4/0), Takuya Uchida (1/0), Adaílton (2/0), Takuya Aoki (3/0), Kazuya Konno (3/0), Manato Shinada (3/0), Keita Yamashita (5/0), Ryōma Watanabe (5/0), Jakub Słowik (1/0), Sōdai Hasukawa (1/0), Jun’ya Suzuki (5/0), Makoto Okazaki (3/0), Yasuki Kimoto (1/0), Shūto Abe (2/1), Hotaka Nakamura (6/0), Shūto Okaniwa (2/0), Rei Hirakawa (4/0), Renta Higashi (4/0), Yūki Kajiura (4/1), Kojirō Yasuda (2/0), Yuta Arai (3/0), Kashif Bangnagande (3/0), Henrique Trevisan (2/0), Naoki Kumata (2/0)      |
| Kawasaki Frontale          | Jung Sung-ryong (2/0), Kyōhei Noborizato (1/0), Jesiel (2/0), Shōgo Taniguchi (2/0), João Schmidt (2/0), Shintarō Kurumaya (1/0), Kento Tachibanada (2/0), Leandro Damião (2/0), Yū Kobayashi (1/0), Miki Yamane (1/0), Yasuto Wakizaka (2/1), Tatsuki Seko (1/0), Chanathip (1/0), Daiya Tōno (2/0), Marcinho (2/2), Ten Miyagi (1/0), Kazuya Yamamura (2/0), Shin Yamada (1/0), Akihiro Ienaga (2/0) |
| Yokohama F. Marinos        | Yōhei Takaoka (1/0), Shinnosuke Hatanaka (2/0), Kōta Watanabe (2/0), Élber (1/0), Léo Ceará (2/2), Marcos Júnior (2/0), Anderson Lopes (2/0), Kaina Yoshio (2/0), Joel Chima Fujita (2/0), Kōta Mizunuma (2/0), Yūki Sanetō (1/0), Ryūta Koike (2/0), Yūta Koike (2/0), Ken Matsubara (2/0), Riku Yamane (2/0), Takuma Nishimura (1/0), Ryōtarō Tsunoda (2/0), Yūhi Murakami (1/0), Powell Obinna Obi (1/0) |
| Shonan Bellmare            | Kōsei Tani (4/0), Daiki Sugioka (6/1), Hirokazu Ishihara (7/0), Kōki Tachi (3/0), Shōta Kobayashi (5/0), Satoshi Tanaka (6/0), Kazunari Ōno (4/0), Wellington (6/0), Naoki Yamada (5/2), Tarik (5/0), Yūsuke Segawa (5/0), Akimi Barada (4/0), Takuji Yonemoto (6/0), Shūto Yamamoto (2/0), Yūki Ōhashi (7/1), Shūto Machino (8/2), Kōdai Minoda (1/0), Kazuki Ōiwa (7/0), Daiki Tomii (4/0), Hayato Fukushima (4/0), Yamato Wakatsuki (1/0), Taiga Hata (2/0), Masaki Ikeda (8/4), Taiyō Hiraoka (3/0), Akito Suzuki (4/0), Kotarō Tachikawa (1/0), Sere Matsumura (1/0), Ryōta Nagaki (3/0), Ryō Takahashi (6/0)                                                                                 |
| Shimizu S-Pulse            | Takuo Ōkubo (5/0), Yūgo Tatsuta (4/0), Teruki Hara (3/1), Valdo (2/0), Ryō Takeuchi (3/0), Eiichi Katayama (3/0), Daiki Matsuoka (3/0), Thiago Santana (3/0), Carlinhos Júnior (3/0), Katsuhiro Nakayama (5/0), Kōta Miyamoto (3/0), Yūsuke Gotō (1/0), Takeru Kishimoto (5/1), Kenta Nishizawa (3/0), Yūta Kamiya (6/1), Ryōhei Shirasaki (3/0), Akira Silvano Disaro (1/0), Oh Se-hun (2/0), Shūichi Gonda (1/0), Yuito Suzuki (4/0), Shuta Kikuchi (3/0), Yūta Taki (4/1), Reon Yamahara (5/0), Kanta Chiba (2/0), Benjamin Kololli (3/1), Ibrahim Junior Kuribara (2/1), Daigo Takahashi (4/0), Akira Ibayashi (3/0), Nagi Kawatani (1/0), Hikaru Naruoka (3/0), Yoshinori Suzuki (3/0)        |
| Júbilo Iwata               | Naoki Hatta (1/0), Norimichi Yamamoto (5/0), Kentarō Ōi (2/0), Daiki Ogawa (4/0), Makito Itō (2/0), Rikiya Uehara (4/0), Kōtarō Ōmori (1/0), Ken’yū Sugimoto (4/0), Yūki Ōtsu (3/0), Masaya Matsumoto (3/1), Yūto Suzuki (3/0), Ryō Germain (5/0), Kōsuke Yamamoto (2/0), Yūji Kajikawa (3/0), Riku Morioka (4/0), Yūtarō Hakamata (4/0), Mahiro Yoshinaga (6/0), Naoki Kanuma (5/1), Fabián González (5/1), Naoya Seita (5/0), Yōsuke Furukawa (5/0), Atsushi Kurokawa (6/0), Dudu (1/0), Ricardo Graça (1/0), Alexei Koșelev (2/0), Kensuke Fujiwara (2/0), Shōta Kaneko (6/1), Yasuhito Endō (1/0)                                                                                              |
| Nagoya Grampus             | Langerak (7/0), Tiago (6/0), Yūichi Maruyama (5/1), Shinnosuke Nakatani (8/0), Kazuki Nagasawa (4/0), Kazuya Miyahara (6/0), Hiroyuki Abe (6/1), Yōichirō Kakitani (6/1), Noriyoshi Sakai (5/1), Mateus Castro (7/3), Yūki Sōma (10/1), Haruya Fujii (9/0), Keiya Sentō (8/0), Shō Inagaki (10/2), Léo Silva (7/0), Ryōya Morishita (8/1), Manabu Saitō (6/1), Takuya Shigehiro (2/0), Ryōta Nagaki (2/0), Yōhei Takeda (3/0), Yutaka Yoshida (4/0), Akinari Kawazura (3/0), Shumpei Naruse (2/0), Haruki Yoshida (4/1), Koki Toyoda (1/0), Hidemasa Kōda (5/0), Takuya Uchida (1/0), Mū Kanazaki (5/1), Kensuke Nagai (2/0), Ryōtarō Ishida (5/0)                                                 |
| Kyoto Sanga FC             | Tomoya Wakahara (3/0), Takahiro Iida (5/0), Shōgo Asada (5/0), Mendes (3/0), Hisashi Appiah Tawiah (5/0), Yūki Honda (6/0), Kōsuke Taketomi (2/0), Daigo Araki (7/0), Peter Utaka (2/0), Shimpei Fukuoka (7/1), Ryōgo Yamasaki (4/1), Takumi Miyayoshi (2/0), Kōsuke Shirai (2/0), Kazuma Nagai (5/0), Shōhei Takeda (5/0), Takuya Ogiwara (4/0), Temma Matsuda (4/0), Daiki Kaneko (8/0), Martinus (3/1), Naoto Kamifukumoto (2/0), Yūta Toyokawa (6/1), Sōta Kawasaki (3/0), Keita Nakano (3/1), Gakuji Ōta (1/0), Fūki Yamada (6/1), Kazuki Tanaka (6/0), Rikito Inoue (6/0), Michael Woud (2/0), Yuta Ueda (2/0), Ismaila (5/0), Yūdai Kimura (1/1), Genki Ōmae (5/2)                          |
| Gamba Osaka                | Shōta Fukuoka (3/0), Gen Shōji (1/0), Hiroki Fujiharu (4/1), Genta Miura (4/1), Ju Se-jong (1/0), Kōsuke Onose (2/0), Leandro Pereira (4/0), Shū Kurata (3/0), Wellington Silva (3/0), Ryū Takao (1/0), Yūya Fukuda (5/0), Mitsuki Saitō (3/0), Yōta Satō (4/1), Kōhei Okuno (5/1), Patric (3/2), Kwon Kyung-won (3/0), Taichi Katō (2/0), Jun Ichimori (2/0), Dawhan (3/0), Keisuke Kurokawa (4/0), Kei Ishikawa (2/0), Kō Yanagisawa (5/1), Yūki Yamamoto (4/1), Isa Sakamoto (4/0), Hiroto Yamami (5/0), Takashi Usami (1/0), Shin Won-ho (1/0), Jirō Nakamura (4/0), Harumi Minamino (1/0), Rikuto Kuwahara (1/0), Hideki Ishige (5/0)                                                         |
| Cerezo Osaka               | Riku Matsuda (10/0), Ryōsuke Shindō (5/0), Riki Harakawa (6/0), Hinata Kida (1/0), Ryōsuke Yamanaka (10/0), Satoki Uejō (12/2), Takashi Inui (1/1), Adam Taggart (3/1), Hiroshi Kiyotake (9/1), Bruno Mendes (7/0), Motohiko Nakajima (1/0), Yūsuke Maruhashi (3/0), Seiya Maikuma (11/1), Tokuma Suzuki (11/0), Hirotaka Tameda (11/3), Mutsuki Katō (11/5), Kim Jin-hyeon (7/0), Matej Jonjić (7/1), Tatsuya Yamashita (1/0), Kōji Toriumi (9/1), Hiroaki Okuno (9/2), Jean Patric (7/1), Haruki Arai (4/0), Kōsei Okazawa (3/1), Kakeru Funaki (7/0), Keisuke Shimizu (6/0), Ryūya Nishio (5/0), Hiroto Yamada (4/2), Nelson Ishiwatari (1/0), Sōta Kitano (10/3), Hikaru Nakahara (8/2)        |
| Vissel Kobe                | Daiya Maekawa (1/0), Nanasei Iino (2/0), Hotaru Yamaguchi (2/0), Yūta Gōke (1/0), Andrés Iniesta (1/0), Yūya Ōsako (1/1), Tomoaki Makino (2/0), Matheus Thuler (1/0), Kōya Yuruki (2/0), Hiroki Iikura (1/0), Ryō Hatsuse (2/0), Shion Inoue (2/0), Daiju Sasaki (2/0), Tetsushi Yamakawa (1/0), Gōtoku Sakai (1/0), Leo Ōsaki (2/0), Nagisa Sakurauchi (1/0), Stefan Mugoša (2/0), Yūya Nakasaka (1/0), Yūsei Ozaki (1/0), Yūtarō Oda (1/0), Yūki Kobayashi (2/0) |
| Sanfrecce Hiroshima        | Takuto Hayashi (2/0), Yūki Nogami (13/1), Tsukasa Shiotani (8/1), Hayato Araki (10/1), Toshihiro Aoyama (8/0), Gakuto Notsuda (9/1), Douglas Vieira (8/0), Tsukasa Morishima (11/2), Nassim Ben Khalifa (8/1), Ezequiel (3/0), Tomoya Fujii (6/0), Yūya Asano (3/0), Taishi Matsumoto (10/0), Yoshifumi Kashiwa (10/2), Shō Sasaki (11/0), Ryō Nagai (5/2), Pieros Sotiriou (1/2), Jelani Reshaun Sumiyoshi (6/2), Gorō Kawanami (3/0), Shunki Higashi (8/2), Yūsuke Chajima (8/0), Takumu Kawamura (8/2), Ryō Tanada (1/0), Kōsei Shibasaki (10/0), Yūta Imazu (3/0), Júnior Santos (7/6), Keisuke Ōsako (8/0), Makoto Mitsuta (12/2), Yōichi Naganuma (3/0), Taishi Semba (2/0)                  |
| Tokushima Vortis           | José Aurelio Suárez (1/0), Taiki Tamukai (1/0), Ryōga Ishio (6/0), Hidenori Ishii (2/0), Kōhei Uchida (1/0), Eiji Shirai (2/0), Mushaga Bakenga (3/1), Masaki Watai (2/0), Kōki Sugimori (4/2), Naoto Arai (3/0), Caca (6/0), Shōta Fujio (2/0), Chie Edoojon Kawakami (6/0), Akihiro Satō (3/0), Yūshi Hasegawa (6/0), Shunto Kodama (5/1), Seiya Fujita (2/0), Rio Hyon (6/1), Kazuki Nishiya (3/0), Takashi Abe (3/0), Kodai Mori (1/0), Koki Matsuzawa (4/0), Kiyoshirō Tsuboi (5/0), Hiroshi Omori (2/0), Shiryū Fujiwara (2/0), Oriola Sunday (5/0), Elsinho (1/0), Akira Hamashita (2/0), Taiyō Nishino (4/0), Naoki Goto (1/0)                                                             |
| Avispa Fukuoka             | Masato Yuzawa (10/0), Tatsuki Nara (2/0), Takuya Shigehiro (3/1), Daiki Miya (8/0), Hiroyuki Mae (8/0), Takeshi Kanamori (5/0), Tarō Sugimoto (4/0), Juanma Delgado (11/3), Hisashi Jōgo (6/1), Yūya Yamagishi (5/2), Takaaki Shichi (6/0), Jordy Croux (10/1), Yūta Kumamoto (5/0), Daiki Watari (4/0), Lukian (9/3), Toshiki Tōya (3/0), Sōtan Tanabe (9/0), Kennedy Egbus Mikuni (2/0), Takumi Yamanoi (3/0), Naoki Wako (8/0), Yūji Kitajima (6/0), Seiya Inoue (5/0), Yōta Maejima (8/0), Masaaki Murakami (6/0), Douglas Grolli (7/0), Yūto Hiratsuka (2/0), Takahiro Yanagi (2/0), Tatsuya Tanaka (6/1), Shun Nakamura (5/0), Takumi Nagaishi (4/0), Kimiya Moriyama (5/0), John Mary (4/1) |
| Sagan Tosu                 | Joan Oumari (1/0), Toshio Shimakawa (3/0), Diego (1/0), Akito Fukuta (2/1), Yoshihiro Nakano (5/0), Fūchi Honda (3/1), Yūji Ono (2/0), Taisei Miyashiro (2/0), Shin’ya Nakano (6/0), Naoyuki Fujita (5/0), Yukihito Kajiya (4/0), Shunta Araki (4/1), Jun Nishikawa (1/1), Yūki Kakita (3/0), Hwang Seok-ho (2/0), Kyō Satō (5/0), Taichi Kikuchi (3/0), Yūta Fujihara (5/2), Son Taiga (1/0), Ryūnosuke Sagara (3/0), Yūto Iwasaki (2/1), Masaya Tashiro (4/1), Masahiro Okamoto (4/0), Kaisei Ishii (3/0), Kei Koizumi (2/0), Park Il-gyu (2/0), Shunya Sakai (2/0), Wataru Harada (5/0), Taichi Fukui (3/0), Yūki Horigome (2/0), Yoshiki Narahara (2/0), Kentarō Moriya (3/0)                  |
| Oita Trinita               | Yūki Kagawa (3/0), Yūto Misao (1/0), Keisuke Saka (5/0), Yūki Kobayashi (2/0), Rei Matsumoto (3/0), Yamato Machida (1/0), Kōhei Isa (3/0), Yukitoshi Itō (2/0), Yūta Koide (5/1), Arata Watanabe (1/2), Kenta Inoue (6/0), Kazuki Fujimoto (4/0), Katsunori Ueebisu (5/0), Shun Nagasawa (2/3), Eduardo Neto (3/0), Samuel (4/1), Hiroto Nakagawa (5/0), Konosuke Nishikawa (5/0), Seigō Kobayashi (1/0), Kenshin Yasuda (2/0), Tsukasa Umesaki (2/0), Jun’ya Nodake (1/0), Shin’ya Utsumoto (5/0), Hiroto Goya (1/1), Jōsei Satō (2/0), Keita Takahata (1/0), Asahi Masuyama (2/0), Masaki Yumiba (6/0), Shun Yoshida (1/0), Kento Haneda (5/0), Yūsei Yashiki (6/1)                              |

## Ergebnisse

### Gruppenphase

#### Gruppe A
| Pl. | Verein          | Sp. | S | U | N | Tore    | Diff. | Punkte |
| --- | --------------- | --- | - | - | - | ------- | ----- | ------ |
| 1.  | Kashima Antlers | 6   | 4 | 1 | 1 | 016:700 | +9    | 13     |
| 2.  | Cerezo Osaka    | 6   | 3 | 2 | 1 | 014:900 | +5    | 11     |
| 3.  | Gamba Osaka     | 6   | 1 | 2 | 3 | 008:120 | −4    | 05     |
| 4.  | Ōita Trinita    | 6   | 0 | 3 | 3 | 009:190 | −10   | 03     |

| Datum            |                 | Ergebnis |                 |
| ---------------- | --------------- | -------- | --------------- |
| 23. Februar 2022 | Gamba Osaka     | 2:3      | Cerezo Osaka    |
| 2. März 2022     | Kashima Antlers | 1:1      | Cerezo Osaka    |
| 2. März 2022     | Ōita Trinita    | 2:2      | Gamba Osaka     |
| 15. März 2022    | Ōita Trinita    | 3:3      | Kashima Antlers |
| 26. März 2022    | Cerezo Osaka    | 6:1      | Ōita Trinita    |
| 26. März 2022    | Kashima Antlers | 4:1      | Gamba Osaka     |
| 13. April 2022   | Gamba Osaka     | 2:0      | Ōita Trinita    |
| 13. April 2022   | Cerezo Osaka    | 1:3      | Kashima Antlers |
| 23. April 2022   | Cerezo Osaka    | 0:0      | Gamba Osaka     |
| 23. April 2022   | Kashima Antlers | 3:0      | Ōita Trinita    |
| 18. Mai 2022     | Gamba Osaka     | 1:3      | Kashima Antlers |
| 18. Mai 2022     | Ōita Trinita    | 3:3      | Cerezo Osaka    |

#### Gruppe B
| Pl. | Verein              | Sp. | S | U | N | Tore    | Diff. | Punkte |
| --- | ------------------- | --- | - | - | - | ------- | ----- | ------ |
| 1.  | Sanfrecce Hiroshima | 6   | 4 | 0 | 2 | 013:500 | +8    | 12     |
| 2.  | Nagoya Grampus      | 6   | 3 | 1 | 2 | 006:400 | +2    | 10     |
| 3.  | Shimizu S-Pulse     | 6   | 2 | 2 | 2 | 006:800 | −2    | 08     |
| 4.  | Tokushima Vortis    | 7   | 1 | 1 | 5 | 005:130 | −8    | 04     |

| Datum            |                     | Ergebnis |                     |
| ---------------- | ------------------- | -------- | ------------------- |
| 23. Februar 2022 | Nagoya Grampus      | 0:0      | Shimizu S-Pulse     |
| 23. Februar 2022 | Tokushima Vortis    | 0:3      | Sanfrecce Hiroshima |
| 2. März 2022     | Shimizu S-Pulse     | 1:1      | Tokushima Vortis    |
| 2. März 2022     | Sanfrecce Hiroshima | 2:0      | Nagoya Grampus      |
| 26. März 2022    | Nagoya Grampus      | 2:0      | Tokushima Vortis    |
| 26. März 2022    | Sanfrecce Hiroshima | 1:2      | Shimizu S-Pulse     |
| 13. April 2022   | Tokushima Vortis    | 4:1      | Shimizu S-Pulse     |
| 13. April 2022   | Nagoya Grampus      | 1:2      | Sanfrecce Hiroshima |
| 23. April 2022   | Shimizu S-Pulse     | 0:1      | Nagoya Grampus      |
| 23. April 2022   | Sanfrecce Hiroshima | 4:0      | Tokushima Vortis    |
| 18. Mai 2022     | Shimizu S-Pulse     | 2:1      | Sanfrecce Hiroshima |
| 18. Mai 2022     | Tokushima Vortis    | 0:2      | Nagoya Grampus      |

#### Gruppe C
| Pl. | Verein                     | Sp. | S | U | N | Tore    | Diff. | Punkte |
| --- | -------------------------- | --- | - | - | - | ------- | ----- | ------ |
| 1.  | Kyoto Sanga FC             | 6   | 3 | 1 | 2 | 008:110 | −3    | 10     |
| 2.  | Hokkaido Consadole Sapporo | 6   | 2 | 2 | 2 | 013:110 | +2    | 08     |
| 3.  | Kashiwa Reysol             | 6   | 2 | 2 | 2 | 009:800 | +1    | 08     |
| 4.  | Sagan Tosu                 | 6   | 1 | 3 | 2 | 009:900 | ±0    | 06     |

| Datum            |                            | Ergebnis |                            |
| ---------------- | -------------------------- | -------- | -------------------------- |
| 23. Februar 2022 | Kyoto Sanga FC             | 1:1      | Kashiwa Reysol             |
| 23. Februar 2022 | Sagan Tosu                 | 2:2      | Hokkaido Consadole Sapporo |
| 2. März 2022     | Kyoto Sanga FC             | 2:1      | Sagan Tosu                 |
| 2. März 2022     | Kashiwa Reysol             | 2:3      | Hokkaido Consadole Sapporo |
| 26. März 2022    | Kashiwa Reysol             | 1:1      | Sagan Tosu                 |
| 13. April 2022   | Kyoto Sanga FC             | 3:2      | Hokkaido Consadole Sapporo |
| 13. April 2022   | Sagan Tosu                 | 1:3      | Kashiwa Reysol             |
| 20. April 2022   | Hokkaido Consadole Sapporo | 4:1      | Kyoto Sanga FC             |
| 23. April 2022   | Hokkaido Consadole Sapporo | 1:2      | Kashiwa Reysol             |
| 23. April 2022   | Sagan Tosu                 | 3:0      | Kyoto Sanga FC             |
| 18. Mai 2022     | Hokkaido Consadole Sapporo | 1:1      | Sagan Tosu                 |
| 18. Mai 2022     | Kashiwa Reysol             | 0:1      | Kyoto Sanga FC             |

#### Gruppe D
| Pl. | Verein          | Sp. | S | U | N | Tore    | Diff. | Punkte |
| --- | --------------- | --- | - | - | - | ------- | ----- | ------ |
| 1.  | Shonan Bellmare | 6   | 4 | 0 | 2 | 009:600 | +3    | 12     |
| 2.  | Avispa Fukuoka  | 6   | 3 | 1 | 2 | 006:600 | ±0    | 10     |
| 3.  | Júbilo Iwata    | 6   | 2 | 1 | 3 | 004:500 | −1    | 07     |
| 4.  | FC Tokyo        | 6   | 1 | 2 | 3 | 004:600 | −2    | 05     |

| Datum            |                 | Ergebnis |                 |
| ---------------- | --------------- | -------- | --------------- |
| 23. Februar 2022 | Shonan Bellmare | 3:1      | Avispa Fukuoka  |
| 2. März 2022     | Júbilo Iwata    | 0:1      | Shonan Bellmare |
| 2. März 2022     | Avispa Fukuoka  | 1:0      | FC Tokyo        |
| 15. März 2022    | FC Tokyo        | 0:0      | Júbilo Iwata    |
| 26. März 2022    | Júbilo Iwata    | 1:0      | Avispa Fukuoka  |
| 26. März 2022    | FC Tokyo        | 2:1      | Shonan Bellmare |
| 13. April 2022   | Shonan Bellmare | 2:1      | FC Tokyo        |
| 13. April 2022   | Avispa Fukuoka  | 2:1      | Júbilo Iwata    |
| 23. April 2022   | Avispa Fukuoka  | 2:1      | Shonan Bellmare |
| 23. April 2022   | Júbilo Iwata    | 2:1      | FC Tokyo        |
| 18. Mai 2022     | FC Tokyo        | 0:0      | Avispa Fukuoka  |
| 18. Mai 2022     | Shonan Bellmare | 1:0      | Júbilo Iwata    |

### Play-off-Runde
| Datum            |                            | Gesamt |                     | Hinspiel | Rückspiel |
| ---------------- | -------------------------- | ------ | ------------------- | -------- | --------- |
| 4./11. Juni 2022 | Avispa Fukuoka             | 2:2    | Kashima Antlers     | 1:0      | 1:2       |
| 4./11. Juni 2022 | Hokkaido Consadole Sapporo | 1:4    | Sanfrecce Hiroshima | 0:3      | 1:1       |
| 4./11. Juni 2022 | Nagoya Grampus             | 7:1    | Kyōto Sanga         | 6:1      | 1:0       |
| 4./11. Juni 2022 | Cerezo Osaka               | 5:1    | Shonan Bellmare     | 1:0      | 4:1       |

### Viertelfinale
| Datum              |                     | Gesamt |                    | Hinspiel | Rückspiel |
| ------------------ | ------------------- | ------ | ------------------ | -------- | --------- |
| 3./10. August 2022 | Cerezo Osaka        | 3:3    | Kawasaki Frontale  | 1:1      | 2:2       |
| 3./10. August 2022 | Sanfrecce Hiroshima | 5:2    | Yokohama Marinos   | 3:1      | 2:1       |
| 3./10. August 2022 | Vissel Kobe         | 1:3    | Avispa Fukuoka     | 1:2      | 0:1       |
| 3./10. August 2022 | Nagoya Grampus      | 1:4    | Urawa Red Diamonds | 1:1      | 0:3       |

### Halbfinale
| Datum                  |                | Gesamt |                     | Hinspiel | Rückspiel |
| ---------------------- | -------------- | ------ | ------------------- | -------- | --------- |
| 21./25. September 2022 | Cerezo Osaka   | 5:1    | Urawa Red Diamonds  | 1:1      | 4:0       |
| 21./25. September 2022 | Avispa Fukuoka | 2:3    | Sanfrecce Hiroshima | 2:3      | 0:0       |

### Finale
| Paarung             | Cerezo Osaka – Sanfrecce Hiroshima |
| Ergebnis            | 1:2 (0:0) |
| Datum               | 22. Oktober 2022 |
| Stadion             | Nationalstadion, Tokio |
| Zuschauer           | 39.608 |
| Schiedsrichter      | Yudai Yamamoto |
| Tore                | 1:0 Mutsuki Katō (52.), 1:1 Pieros Sotiriou (90.+6', FE), 1:2 Pieros Sotiriou (90.+11') |
| Cerezo Osaka        | Kim Jin-hyeon – Riku Matsuda, Matej Jonjić, Kōji Toriumi, Ryōsuke Yamanaka – Seiya Maikuma, Hiroaki Okuno, Tokuma Suzuki, Hirotaka Tameda (80. Ryūya Nishio) – Mutsuki Katō (70. Hiroshi Kiyotake), Satoki Uejō (70. Sōta Kitano) Cheftrainer: Akio Kogiku                                                                  |
| Sanfrecce Hiroshima | Keisuke Ōsako – Tsukasa Shiotani (90.+1 Kōsei Shibasaki), Hayato Araki, Shō Sasaki – Yūki Nogami (90.+1 Yūsuke Chajima), Taishi Matsumoto (63. Pieros Sotiriou), Gakuto Notsuda (80. Yoshifumi Kashiwa), Takumu Kawamura – Tsukasa Morishima, Makoto Mitsuta, Nassim Ben Khalifa Cheftrainer: Michael Skibbe ( Deutschland) |
| Gelbe Karten        | Sōta Kitano – Nassim Ben Khalifa, Yūki Nogami, Pieros Sotiriou |
| Platzverweise       | Matej Jonjić (79.) – keine |

#### Auswechselspieler
| Auswechselspieler | Auswechselspieler |
| --- | --- |
| Cerezo Osaka | Sanfrecce Hiroshim |
| - Hiroshi Kiyotake (70.) ▲ - Sōta Kitano (70.) ▲ - Ryūya Nishio (70.) ▲ - Jean Patrick - Kakeru Funaki - Keisuke Shimizu - Hikaru Nakahara | - Pieros Sotiriou (63.) ▲ - Yoshifumi Kashiwa (80.) ▲ - Yūsuke Chajima (90.+1) ▲ - Kōsei Shibasaki (90.+1) ▲ - Toshihiro Aoyama - Jelani Reshaun Sumiyoshi - Gorō Kawanami |